# Солдат запаса до и после войны
«Солдат запаса до и после войны» (англ. A Reservist Before and After the War, 1902) — английский короткометражный художественный фильм Джеймса Уильямсона.

## Сюжет
В начале фильма солдат запаса показан с женой и детьми в уютной квартире. Посыльный приносит повестку. Жена убита горем. Приготовления к отъезду.
После войны. Та же комната, но уже практически без мебели. На стуле сидит жена солдата и кормит ребёнка. Входит солдат, весь день напрасно искавший работу. В отчаяние, он выходит из комнаты и ворует хлеб у булочника. Полицейский арестовывает солдата. Прежде чем полицейский уводит арестованного, малыш протягивает ему хлеб. Растроганный полицейский берет мальчика на колени и дает ему немного денег на хлеб.